# Propetanfós
Propetanfós o Propetamphos en la cultura anglosajona, es un plaguicida organofosforado con una toxicidad intermedia. 
La inmensa mayoría de las formulaciones con Propetanfós es de uso general (GUP). 
Una de las excepciones es la Safranina, que es un pesticida de uso restringido (RUP), es decir, solo puede aplicarse con la existencia de un certificado.

## Propiedades físicas
Su nombre común es Propetanfós y su nombre químico es (E)-1-metiletil3-[((etilamino) metoxifosfinotiol) oxi]-2-butenoato de etilo.
Su identificación numérica como producto químico o número CAS es: 31218-83-4 y su fórmula química es C10H20NO4PS.
Es un líquido amarillento y oleoso a temperatura ambiente aunque es un amarillo con toques blanquecinos. Su peso molecular es 281,30 mientras que su solubilidad en el agua es de 110 mg/l, aunque también se puede disolver en otros compuestos como la acetona, el etanol o el cloroformo.
Su presión de vapor es de 1,9mPa a 20 grados ºC, mientras que su punto de ebullición es 87 °C.

## Comercialización
Su introducción en el mercado comenzó en la década de los 70, alcanzando una gran utilización en el ganado a finales de los años 90. 
Afortunadamente su uso cayó empicado a principios del Siglo XXI por 2 factores, el aumento de la resistencia al producto. Además de una mayor competencia entre productos, lo que hizo que estos productos fueran sustituidos por otros menos tóxicos y mucho más eficaces.
En la actualidad su uso en la ganadería de la Unión Europea o de Estados Unidos, está retirado, aunque en otros países u otras actividades económicas como la agricultura, se sigue utilizando.
El fabricante más conocido de este producto es Sandoz Agro Inc.

## Toxicidad aguda
Propetanfós es un producto moderadamente tóxico como recoge su etiqueta señalando una advertencia en su producto. El compuesto actúa inhibiendo a las enzimas Colinesterasa presentes en todos los organismos vivos, provocando efectos neurológicos y neuromusculares muy dañinos.
Los síntomas a la inhibición de la Colinesterasa son muy variados: incluyendo el entumecimiento, dolor de cabeza, falta de movilidad, mareos, náuseas, temblores, sudoración, visión borrosa o dificultad para respirar. Si la dosis fuese muy alta, puede provocar inconsciencia, convulsiones y finalizar con la muerte del individuo.
La dosis letal media DL50 oral está entre 75 y 119 mg/Kg mientras que la DL50 dérmica es de 825 mg/Kg, ambos medidos en ratas.
Esto significa que el producto es moderadamente tóxico, aunque se etiqueta como ligeramente tóxico debido a su baja concentración.

## Toxicidad crónica
Las ratas que habían sido alimentadas con Propetanfós durante 13 semanas a una dosis de 0,2 mg/Kg/día no tenían efectos dañinos.
Las ratas alimentadas durante 77 semanas con una dosis de 0,05 mg/Kg/día, tampoco mostraban efectos perjudiciales.
Tampoco mostraron efectos adversos los perros que habían sido alimentados durante 6 meses con una dosis de 0,05 mg/Kg/día.

## Efectos

### Efectos reproductivos
Se hizo un estudio con 3 generaciones de ratas a las que se les suministraban 1 mg/Kg/día de Propetanfós.
En ellas se pudo demostrar que este pesticida no provoca daños reproductivos ni en la descendencia.

### Efectos teratogénicos
Se realizó un estudio exhaustivo en conejos y se demostró que el Propetanfós no era un producto que provocase defectos congénitos durante la gestación del feto.

### Efectos mutagénicos
Se hicieron estudios con la mosca de la fruta, Drosophila melanogaster,  en las que no produjo ningún daño cromosómico. 
Además se hicieron estudios en tejidos de ratones donde los altos niveles de Propetanfós produjeron daños en los cromosomas.
Debido a estos estudios se llegó a la conclusión de que el Propetanfós es un compuesto débilmente mutagénico.

### Efectos carcinógenicos
Se consiguió demostrar que el Propetanfós no produce cáncer realizando dos estudios distintos:
- Una prueba en ratas durante 2 años a las que se las llegaba a administrar 6 mg/Kg/día.[5]
- Un estudio en ratones donde se les suministraba una dieta con hasta 21 mg/Kg/día durante toda su vida.[5]

Ambos estudios demostraron que el Propetanfós no producía cáncer.

## Toxicidad en órganos
El órgano diana preferido por los Propetanfós es el Sistema Nervioso Central (SNC).
Además, los órganos alimentados con dosis bajan experimentaban daños en los riñones y una abundante pérdida de cabello.

## Destino ambiental
Los datos ambientales del Propetanfós son escasos y sesgados, existiendo claras lagunas en el comportamiento de este tóxico por ejemplo en vegetales en la atmósfera o en  el suelo.
En el agua hay un mayor estudio de su actividad y depende en gran medida del pH del líquido, eliminándose en 11 días el 50% a una temperatura de 24 °C y un pH=3,0.
En el agua neutra (pH=7), la vida media del Propetanfós es de 47 días a 24 °C, mientras que en agua básica (pH=9) y a la misma temperatura, su vida media fue de 37 días.
Otro factor fundamental es la temperatura del agua, eliminándose más rápidamente en aguas cálidas que en las aguas frías.

## Efectos en los seres vivos
Lamentablemente, este compuesto no tiene todos los estudios requeridos para conseguir un buen conocimiento de los efectos dañinos que produce en los ecosistemas y a los seres vivos, aunque hay algunos trabajos que muestran su toxicidad.
Este pesticida afecta a las enzimas Colinesterasa. Se hicieron estudios en perros rociándolos con Propetanfós, observando que 48 horas más tarde se sufrió una mayor reducción de Colinesterasa en sangre, alcanzando la reducción hasta el 30%, aunque posteriormente los perros se recuperaron sin efectos tóxicos existentes.
Otro estudio realizado en cucarachas y moscas, demostraron que el Propetanfós se descomponía dentro del organismo en presencia de agua.
El Propetanfós es un compuesto altamente tóxico para muchas especies acuáticas ya sean invertebrados o peces, por ejemplo la concentración letal media LC50 para la trucha arcoíris, Oncorhynchus mykiss es de 0,36mg/l de agua y para la carpa común, Cyprinus carpio, es de 3,7mg/l de agua.
En cuanto a los invertebrados acuáticos, son bastantes sensibles a concentraciones bajas de este compuesto, por eso la pulga de agua, Daphnia, tiene un LC50 situado entre 0,68ppb y 14,5ppb por cada litro de agua.
Se han elaborado pruebas en aves, concretamente en la codorniz, Coturnix coturnix y ánade real, Anas platyrhynchos.
En el ánade real la dosis letal media LD50 en Propetanfós oscilaba entre los 45mg/Kg y los 200mg/Kg, mientras que la concentración letal media LC50 variaba entre 700ppm y 1.780ppm.
En la codorniz el LC50 oscilaba entre 138ppm y 250ppm demostrando que era más tóxico para esta especie que para el ánade real.
La Agencia de Protección Ambiental de Estados Unidos (EPA) afirma que las aves y los mamíferos pueden estar expuestos al Propetanfós solamente en el lugar concreto donde se haya aplicado, esto es algo positivo debido a que el Propetanfós se suele aplicar en entornos cerrados, casi nunca en lugares libres, reduciendo su incidencia en el ecosistema, aunque se debe puntualizar en que se necesitan más estudios sobre su aplicación y su comportamiento una vez usado, para verificar el potencial que tiene a la hora de afectar a la vida silvestre.